# Bruce Musakanya
Bruce Musakanya Bwalya (ur. 23 lutego 1994 w Luanshyi) – zambijski piłkarz grający na pozycji pomocnika. Od 2021 jest zawodnikiem klubu Kansanshi Dynamos.

## Kariera klubowa
Swoją karierę piłkarską Musakanya rozpoczął w klubie Red Arrows FC z miasta Lusaka. W sezonie 2011 zadebiutował w jego barwach w zambijskiej Premier League. W debiutanckim sezonie wywalczył wicemistrzostwo Zambii. W 2014 roku odszedł do Nkana FC. W 2015 wrócił do Red Arrows. W sezonie 2020/2021 grał w ZESCO United, z którym wywalczył mistrzostwo Zambii. W 2021 został zawodnikiem Kansanshi Dynamos.

## Kariera reprezentacyjna
W reprezentacji Zambii Musakanya zadebiutował 29 listopada 2011 w wygranym 5:0 towarzyskim meczu z Indiami. W 2015 roku został powołany do kadry na Puchar Narodów Afryki 2015. Był na nim rezerwowym i nie wystąpił w żadnym spotkaniu.